# Zingiber pellitum
Gừng bọc da (danh pháp khoa học: Zingiber pellitum) là một loài thực vật có hoa trong họ Gừng. Loài này được François Gagnepain miêu tả khoa học đầu tiên năm 1906.

## Mẫu định danh
Mẫu định danh: Gồm 2 mẫu syntype như liệt kê dưới đây.
- Pierre J.B.L. 6853; thu thập tháng 6 năm 1866 ở núi Dinh (tọa độ khoảng 10°32′25″B 107°8′20″Đ / 10,54028°B 107,13889°Đ), tỉnh Bà Rịa. Mẫu syntype lưu giữ tại Bảo tàng Lịch sử Tự nhiên Quốc gia Pháp ở Paris (P).
- Talmy 366; cũng thu thập ở núi Dinh, tỉnh Bà Rịa. Mẫu syntype lưu giữ tại Bảo tàng Lịch sử Tự nhiên Quốc gia Pháp ở Paris (P).

## Từ nguyên
Tính từ định danh pellitum là tiếng Latinh, bắt nguồn từ danh từ pellis nghĩa là tấm da lông; ở đây để nói tới đặc điểm toàn cây phủ đầy lông giống như bộ da lông thú của loài này.

## Phân loại
Với cụm hoa đầu cành, Z. pellitum thuộc về tổ Dymczewiczia.

## Phân bố
Loài bản địa khu vực từ miền trung Thái Lan qua miền trung Campuchia, miền nam Lào tới khu vực Tây Nguyên và đông nam Việt Nam (tỉnh Bà Rịa – Vũng Tàu). Môi trường sống là rừng, chủ yếu trong các rừng khộp (Dipterocarpaceae) lá sớm rụng, ở cao độ 50-1.100 m.

## Mô tả
Cây thảo cao vừa phải, khoảng 0,8–1 m, tổng thể đầy lông dài. Các bẹ phía dưới không phiến lá, có sọc, lông nhiều hay ít, các bẹ phía trên mặt lưng phần đỉnh có lông dài, mép có lông rung. Lưỡi bẹ dài 7 mm, như tấm da lông nhỏ, 2 thùy, các thùy tỏa rộng, hình tam giác, nhọn. Lá không cuống; phiến lá hình mác-thẳng, 25 × 7 cm, đáy thon nhỏ dần-cắt cụt, gần như có tai, đỉnh nhọn thon, mặt trên có lông áp ép, lông ở đáy như mụn, mặt dưới rậm lông như lông thú, lông dài, màu trắng, áp ép, mép phần đỉnh rậm lông nhung. Cụm hoa đầu cành (trên ngọn), hình cầu hoặc hình trứng cong xuống, phát sinh từ phần cao nhất trên các bẹ, không cuống, tổng thể đầy lông dài. Cành hoa bông thóc đường kính 4 cm. Lá bắc dài 2,5–3 cm, đáy rộng 1,5 cm, hình trứng, đỉnh nhọn, mặt ngoài như tấm da lông mềm, mặt trong nhẵn nhụi và hơi có sọc màu nâu. Lá bắc con dài 2,5 cm, 1 hoa, có lông dài màu trắng. Đài hoa dạng mo, nhiều lông, dài 2 cm. Tràng hoa .... Nhị ..... Cánh môi .... Bầu nhụy rậm lông. Quả hình cầu hay hình trứng, 1,3 × 0,55 cm, có lông đỏ. Nhiều hạt hình trứng, ~3 mm, màu nâu sẫm. Áo hạt màu trắng.
Gần giống với Z. capitatum nhưng khác ở các điểm sau: các lá có lông ở mặt trên; lưỡi bẹ dài hơn tới 5-6 lần; cành hoa bông thóc ngắn hơn và thuôn tròn; các lá bắc hình trứng rộng chứ không hình mác, đầy lông; đài hoa 2 lần dài hơn.